# Liste der denkmalgeschützten Objekte in Niederwaldkirchen
Die Liste der denkmalgeschützten Objekte in Niederwaldkirchen enthält die 9 denkmalgeschützten, unbewegliche Objekte der Gemeinde Niederwaldkirchen in Oberösterreich (Bezirk Rohrbach).

## Denkmäler
| Foto |                 | Denkmal                                                                       | Standort                                                               | Beschreibung | Metadaten |
| ---- | --------------- | ----------------------------------------------------------------------------- | ---------------------------------------------------------------------- | --- | --- |
| ja   | Datei hochladen | Kath. Pfarrkirche Mariae Himmelfahrt HERIS-ID: 18192 Objekt-ID: 14484         | Florianiplatz 1 Standort KG: Niederwaldkirchen                         | Der romanische Kern (Langhausmauern) der vierjochigen Pfarrkirche stammt aus der Zeit um 1200, wobei das Langhaus im 15. Jahrhundert im Stil der Spätgotik über Wandpfeilern überwölbt wurde. Der gotische Chor stammt ebenfalls aus dem 15. Jahrhundert, die Barockisierung des Kirchenäußeren sowie des gotischen Turm erfolgte in der ersten Hälfte des 18. Jahrhunderts. Außen am Chorschluss wurde um 1720 die Kreuzkapelle mit Kreuzigungsgruppe und Schmiedeeisengitter errichtet, unterhalb befindet sich ein Karner. | BDA-Hist.: Q37843983 Status: § 2a Stand der BDA-Liste: 2025-06-30 Name: Kath. Pfarrkirche Mariae Himmelfahrt GstNr.: 1261/1 Pfarrkirche Niederwaldkirchen |
| ja   | Datei hochladen | Aufbahrungshalle, Friedhofskapelle HERIS-ID: 18193 Objekt-ID: 14485           | Florianiplatz 1, in der Nähe Standort KG: Niederwaldkirchen            | Die Grabkapelle der Schallenberger (1340/41) wurde 1631 barockisiert und dem heiligen Joseph geweiht. 1780 säkularisiert, diente sie von 1793 bis 1953 als Schule, danach für Wohnzwecke. Seit der Restaurierung 1975 wird sie als Aufbahrungshalle verwendet. Sanierungen 1993 und 2018. | BDA-Hist.: Q37844000 Status: § 2a Stand der BDA-Liste: 2025-06-30 Name: Aufbahrungshalle, Friedhofskapelle GstNr.: 1261/1                                 |
| ja   | Datei hochladen | Lichtsäule, Totenleuchte HERIS-ID: 18194 Objekt-ID: 14486                     | Florianiplatz 1 (Pfarrhof), in der Nähe Standort KG: Niederwaldkirchen | Die spätgotische Totenleuchte befindet sich auf dem Friedhof und stammt aus der zweiten Hälfte des 15. Jahrhunderts. | BDA-Hist.: Q37844019 Status: § 2a Stand der BDA-Liste: 2025-06-30 Name: Lichtsäule, Totenleuchte GstNr.: 1261/1                                           |
| ja   | Datei hochladen | Pfarrhof HERIS-ID: 18195 Objekt-ID: 14487                                     | Florianiplatz 1 Standort KG: Niederwaldkirchen                         | Der Pfarrhof wurde zwischen 1715 und 1735 wahrscheinlich nach Plänen von Jakob Prandtauer als zweigeschoßiger, spätbarocker Bau mit abgetrepptem Walmdach errichtet. Der mit dem Friedhof durch einen ansteigenden Gang verbundene Bau besitzt eine übergiebelte Mittelachse, eine genutete Erdgeschoßfassade und eine Lisenengliederung an den Gebäudeecken und den Längsfronten. | BDA-Hist.: Q37844036 Status: § 2a Stand der BDA-Liste: 2025-06-30 Name: Pfarrhof GstNr.: 1251                                                             |
| ja   | Datei hochladen | Ehem. Kaplanstöckl, Josef Eidenberger-Museum HERIS-ID: 18201 Objekt-ID: 14493 | bei Florianiplatz 1 Standort KG: Niederwaldkirchen                     | Das zweigeschoßige Josef-Eidenberger-Museum mit angestiftetem Walmdach wurde zwischen 1712 und 1718 unter Einbeziehung älterer Bauteile als Kaplanstöckl errichtet und diente als Wohn- und Arbeitsstätte des Malers und Grafikers Josef Eidenberger (1899–1991). Die Fassaden wurden mittels Ecklisenen und Traufgesims akzentuiert, die Fenster verfügen über barocke Fensterkörbe. | BDA-Hist.: Q37844052 Status: § 2a Stand der BDA-Liste: 2025-06-30 Name: Ehem. Kaplanstöckl, Josef Eidenberger-Museum GstNr.: 1251                         |
| ja   | Datei hochladen | Ehem. Mesnerhaus HERIS-ID: 18196 Objekt-ID: 14488                             | Florianiplatz 2 Standort KG: Niederwaldkirchen                         | Das westlich des Kirchhofes gelegene, zweigeschoßige Mesnerhaus stammt aus dem dritten Drittel des 17. Jahrhunderts und ist ein hakenförmiger Bau mit Walmdach, Putzfassade und barockem Rechteckportal. | BDA-Hist.: Q37844045 Status: § 2a Stand der BDA-Liste: 2025-06-30 Name: Ehem. Mesnerhaus GstNr.: 1210/1                                                   |
| ja   | Datei hochladen | Speicher oberhalb der Pfarrkirche HERIS-ID: 18208 Objekt-ID: 14500            | Florianiplatz 2a Standort KG: Niederwaldkirchen                        | Der Troadkasten aus dem 18. Jahrhundert wurde 1988/89 an den westlichen Ortsrand versetzt. Es handelt sich um einen Blockbau mit Schopfwalmdach, Außenstiege und verbrettertem Balkon. | BDA-Hist.: Q37844102 Status: Bescheid Stand der BDA-Liste: 2025-06-30 Name: Speicher oberhalb der Pfarrkirche GstNr.: 1209/1                              |
| ja   | Datei hochladen | Mariensäule HERIS-ID: 18206 Objekt-ID: 14498                                  | bei Markt 15 Standort KG: Niederwaldkirchen                            | Die barocke Mariensäule am Marktplatz besteht aus einer hohen Säule mit ionischem Kapitell und Festons sowie einer Figur der Maria Immaculata aus dem 1. Viertel des 18. Jahrhunderts. Der Sockel ist mit der Jahreszahl 1781 bezeichnet. | BDA-Hist.: Q37844074 Status: § 2a Stand der BDA-Liste: 2025-06-30 Name: Mariensäule GstNr.: 1779/5                                                        |
| ja   | Datei hochladen | Johanneskapelle HERIS-ID: 18204 Objekt-ID: 14496                              | Schlossersteig Standort KG: Niederwaldkirchen                          | Die Johanneskapelle am westlichen Rand von Niederwaldkirchen wurde 1943 neu errichtet und beherbergt eine Figur des Heiligen Johannes Nepomuk auf originalem Sockel, der mit der Jahreszahl 1761 bezeichnet ist. | BDA-Hist.: Q37844064 Status: § 2a Stand der BDA-Liste: 2025-06-30 Name: Johanneskapelle GstNr.: 1783                                                      |